# Massimo Podenzana
Massimo Podenzana (né le 29 juillet 1961 à La Spezia, en Ligurie) est un ancien coureur cycliste italien, qui fut professionnel de 1987 jusqu'en 2001. Il est actuellement directeur sportif de l'équipe Novo Nordisk.

## Biographie
Au cours de sa carrière, Massimo Podenzana a remporté deux titres de champion d´Italie sur route en 1993 et 1994. Il a été vainqueur d'étape du Tour d'Italie 1988 et du Tour de France 1996. Podenzana était entre 1997 et 2002 un des fidèles coéquipiers de Marco Pantani, ce qui ne l'a pas empêché de réaliser de grandes performances, comme une deuxième place sur le contre-la-montre final du Giro 1998, dont il prit la 11e place du classement général. Cette année-là, Podenzana accompagne également Pantani sur son Tour de France victorieux
En 2002, il est devenu directeur sportif au sein d'équipes cyclistes. Depuis 2011, il exerce cette fonction chez Type 1-Sanofi, devenue Novo Nordisk en 2013.

## Palmarès et résultats

### Palmarès amateur
- 1982
  - Trofeo Pigoni e Miele
- 1983
  - Circuit de Cesa
  - Coppa 29 Martiri di Figline di Prato
- 1984
  - Tour de Vénétie et des Dolomites
  - Gran Premio Industria del Cuoio e delle Pelli
- 1985
  - 7ea et 8e étapes du Tour du Táchira
  - Coppa Cicogna
  -  Médaillé de bronze au championnat du monde du contre-la-montre par équipes
- 1986
  - Giro delle Valli Aretine
  - 2e du Baby Giro
  - 2e du Regio-Tour
  -  Médaillé d'argent au championnat du monde du contre-la-montre par équipes

### Palmarès professionnel
- 1988
  - 4ea étape du Tour d'Italie
- 1991
  - 3e du Grand Prix de l'industrie et du commerce de Prato
- 1993
  -  Champion d'Italie sur route (Grand Prix de Prato)
  - Grand Prix de Camaiore
  - 2e de Milan-Vignola
  - 8e du Tour de Lombardie
- 1994
  -  Champion d'Italie sur route (Trophée Melinda)
  - 7e du Tour d'Italie
- 1995
  - Tour de Toscane
  - 3e du Grand Prix de Francfort
  - 3e du Grand Prix de la ville de Camaiore
- 1996
  - 15e étape du Tour de France
  - 2e du Trophée Melinda
  - 3e du Trophée Matteotti
  - 3e de la Classique de Saint-Sébastien
  - 3e de Florence-Pistoia
- 1997
  - 3e du Tour des Apennins
- 1998
  - 2e du Grand Prix de la ville de Camaiore
  - 4e du Tour de Catalogne
- 1999
  - Grand Prix de l'industrie et de l'artisanat de Larciano

### Résultats sur les grands tours

#### Tour de France
5 participations
- 1995 : 26e
- 1996 : 61e, vainqueur de la 15e étape
- 1997 : 24e
- 1998 : 37e
- 2000 : 73e

#### Tour d'Italie
12 participations
- 1987 : non-partant (12e étape)
- 1988 : 41e, vainqueur de la 4ea étape,  maillot rose pendant 8 jours
- 1989 : abandon (21e étape)
- 1990 : 37e
- 1991 : 52e
- 1992 : 79e
- 1993 : 53e
- 1994 : 7e
- 1995 : non-partant (14e étape)
- 1997 : 17e
- 1998 : 11e
- 1999 : non-partant (21e étape)

#### Tour d'Espagne
2 participations
- 1993 : 74e
- 1994 : 29e